# Knowledge management
Knowledge management (eller videnstyring eller vidensledelse) beskæftiger sig med hvordan organisationer internt administrerer viden. Således sigter Knowledge management mod at kunne styre og facilitere viden i virksomheden for at sikre et såkaldt vidensflow, hvor viden opsamles, deles og skabes i organisationen i en på forhånd ikke fastlagt rækkefølge.
Knowledge management kan følge hhv. en kodificeringsstrategi, en personaliseringsstrategi og/ eller en socialiseringsstrategi.[kilde mangler]

## Definition af knowledge management
Der er ikke bred enighed omkring definitionen af knowledge management. En væsentlig forskel er, at nogle forfattere ikke ser skabelse af viden som en del af forløbet, og de begrænser knowledge management til "lessons learned", eller den viden organisationen allerede har erfaret (Wellman 2009). Andre definitioner inkluderer dog skabelse af viden. Et bemærkelsesværdigt eksempel fremgår af Davenport & Prusak (2000), som definer det som: 
"administrering af virksomhedens viden gennem et systematisk og organisatorisk specificeret proces til at erhverve, organisere, bevare, anvende, dele og forny både tavs og eksplicit viden af medarbejdere til at forbedre organisationens præstationer og til at skabe værdi”  

## Dimensioner af knowledge management
Uanset hvad den specifikke definition er, så handler knowledge management altid om at få den rette viden ud til de rigtige mennesker. Dette afhænger blandt andet af menneskers villighed til at dele viden; den organisatoriske proces der fremmer socialisering, samarbejde, og så videre; administrering af både den formelle og uformelle organisationsstruktur i forhold til vidensstrømme; de teknologiske systemer der formidler vidensdeling og socialisering.
De centrale elementer i knowledge management omfatter derfor mennesker, processer, teknologi, kultur, og struktur (Sender & Scherer 2007). Udover dette så afhænger vellykket implementering også af organisatorisk politik, som har indflydelse på aspekter såsom støtte og finansiering.   